# Dobříčkov
Dobříčkov (Duits: Dobritschkau) is een Tsjechische plaats in de gemeente Postupice, regio Midden-Bohemen, en maakt deel uit van het district Benešov. Het dorp ligt op 3 kilometer afstand van Postupice.
Dobříčkov telt 126 inwoners (2021).

## Geschiedenis
De eerste schriftelijke vermelding van het dorp dateert van 1318.
Sinds 1960 is Dobříčkov volledig ondergebracht bij het district Benešov.

## Verkeer en vervoer

### Autowegen
Er leidt een regionale weg naar het dorp.

### Spoorlijnen
Er is een spoorweghalte in Dobříčkov, aan spoorlijn 222 Benešov - Vlašim - Trhový Štěpánov. De lijn is enkelsporig en werd tussen Benešov en Vlašim in 1895 geopend.

### Buslijnen
Er zijn twee bushaltes in en bij het dorp:
| Halte                         | Lijn(en)    | Traject(en)                                                   | Vervoerder(s)                         |
| ----------------------------- | ----------- | ------------------------------------------------------------- | ------------------------------------- |
| Postupice, Dobříčkov          | 750         | Benešov - Načeradec                                           | CŠAD Benešov                          |
| Postupice, Dobříčkov, Rozchod | 406 455 750 | Praag-Roztyly - Pelhřimov Benešov - Tábor Benešov - Načeradec | CŠAD Benešov Comett Plus CŠAD Benešov |

## Bezienswaardigheden
Vlakbij de bushalte staat een monument ter nagedachtenis aan de slachtoffers van de confrontatie op 9 mei 1945, als gevolg van de Tweede Wereldoorlog.
Andere bezienswaardigheden:
- Dorpskapel

## Galerij

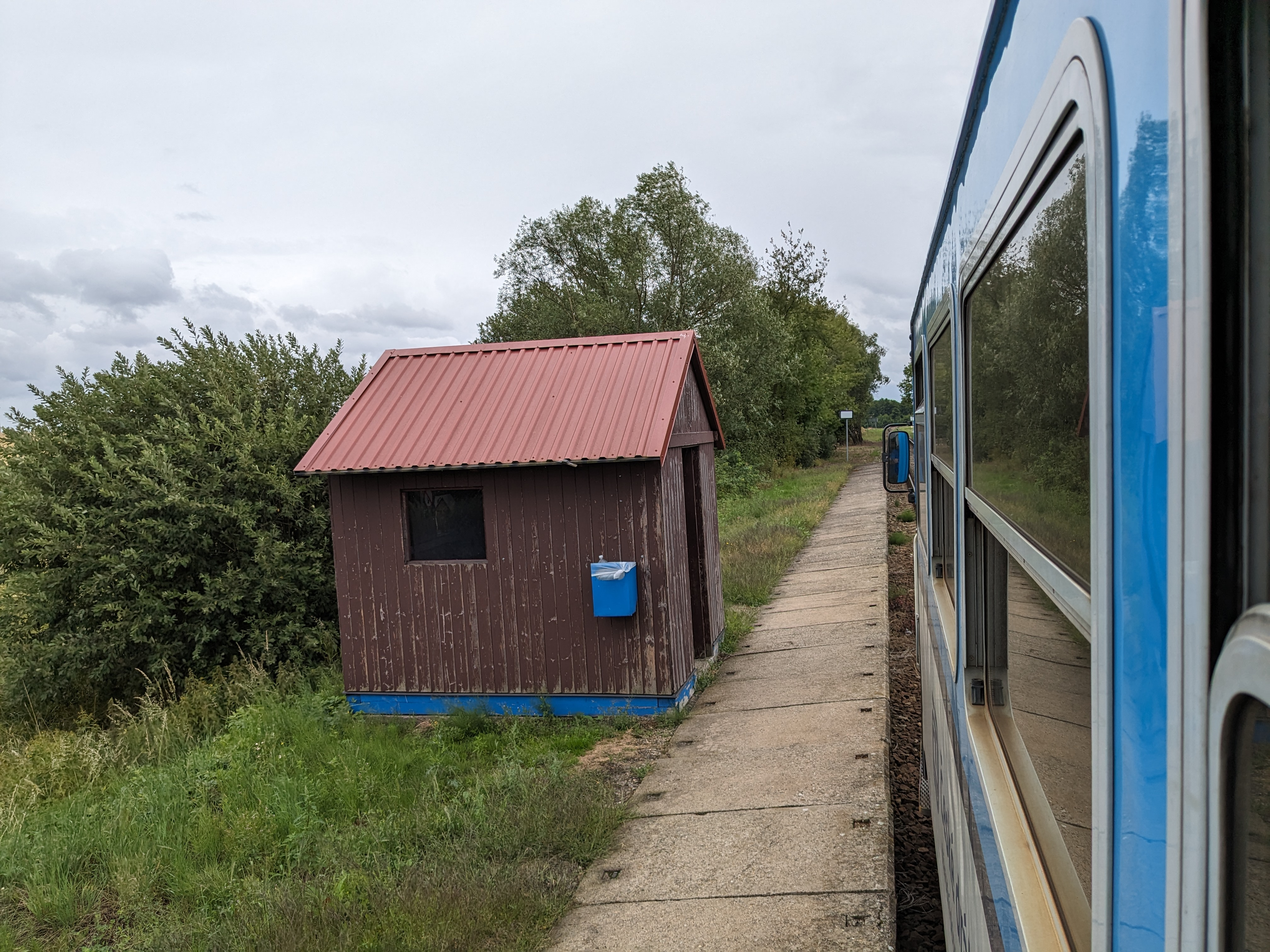
Spoorweghalte Dobříčkov (2023)
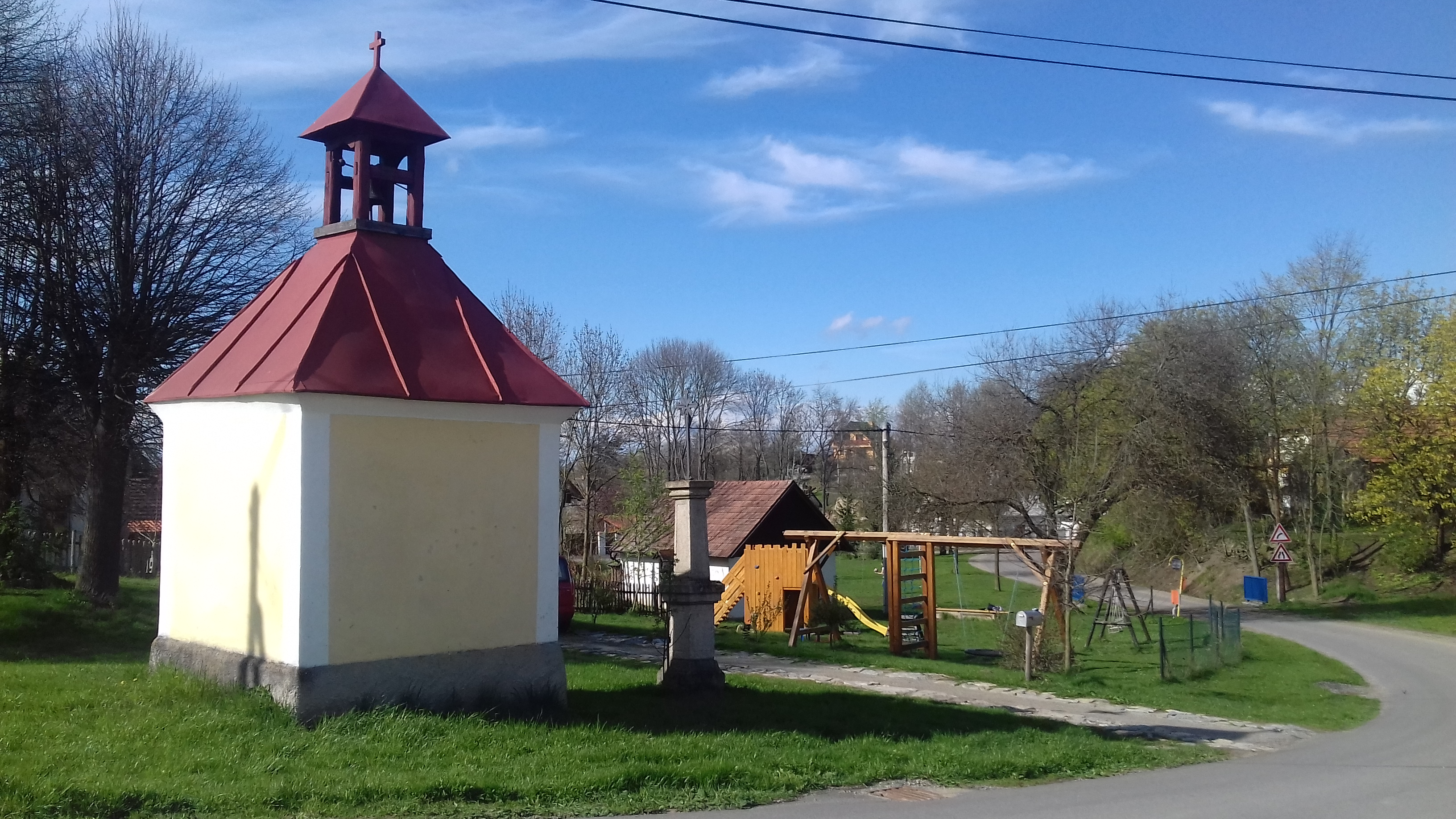
Dorpskapel (2017)
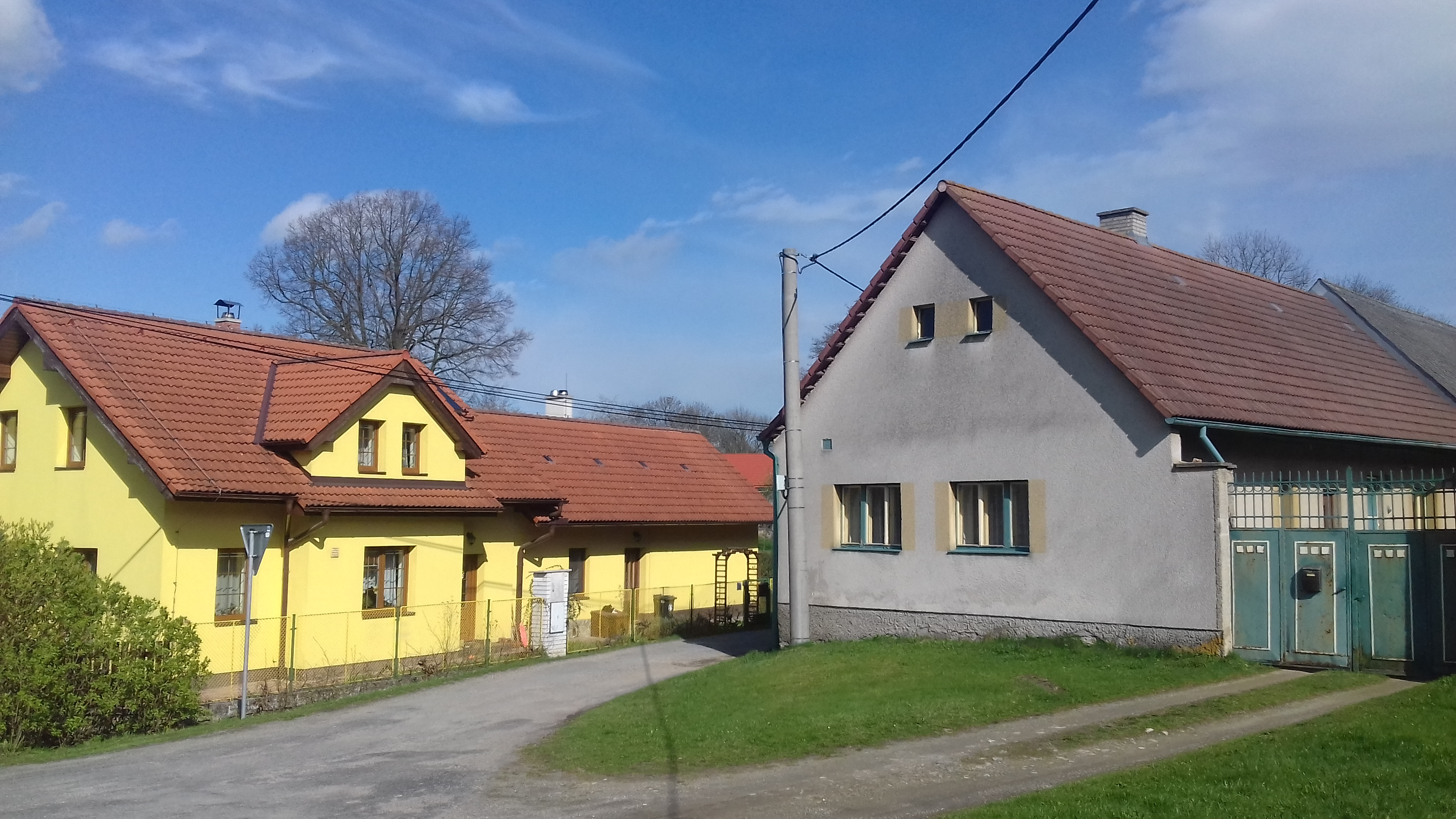
Huizen in het dorp (2017)
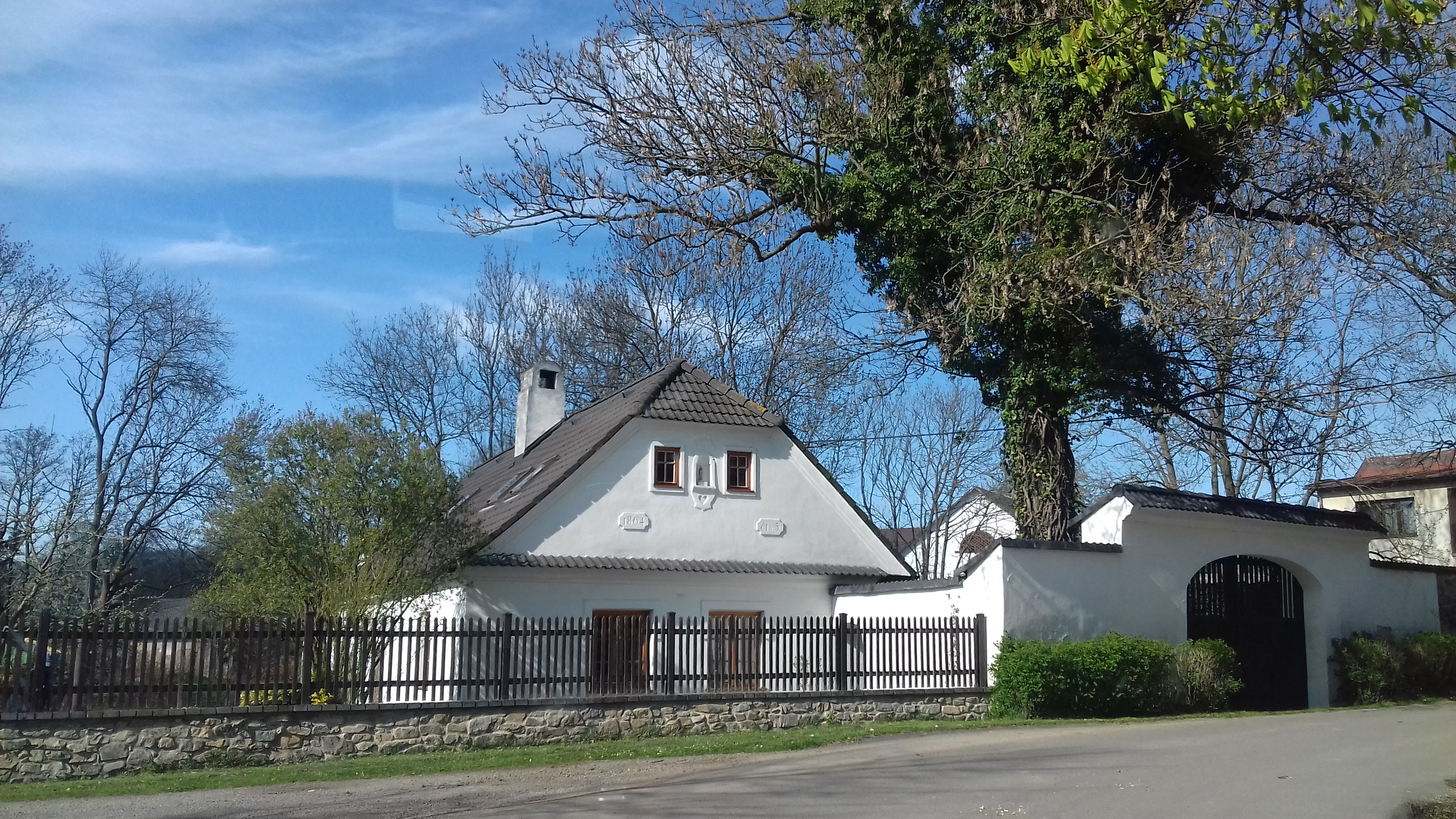
Groot huis in het dorp (2017)
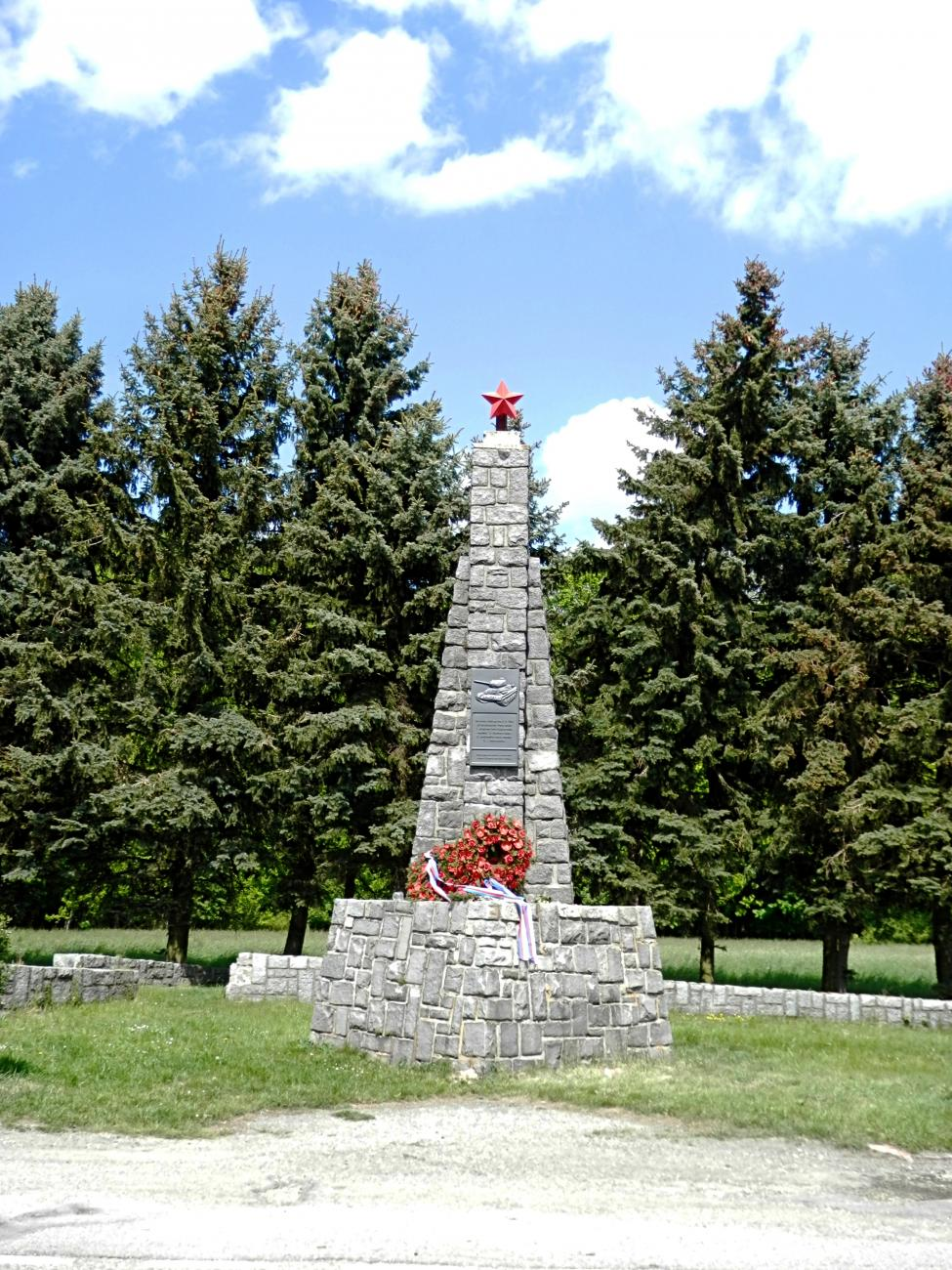
Herdenkingsmonument (2017)